# Settling Accounts: In at the Death
Settling Accounts: In at the Death is het in 2007 verschenen vierde deel van de Settling Accounts-tetralogie van de Amerikaanse schrijver Harry Turtledove met een alternatieve geschiedenis waarin niet de Unie maar de Confederatie de Amerikaanse Burgeroorlog heeft gewonnen. De Settling Accounts-tetralogie volgt op How Few Remain- en de Great War- en American Empire-trilogie, en beschrijft een alternatieve Tweede Wereldoorlog. Settling Accounts: In at the Death is het laatste en afsluitende deel van de volledige serie van 11 boeken.

## Plot
Het is begin 1944 duidelijk dat de dagen van de Entente en van de Confederatie geteld zijn. Beide zijden doen onderzoek naar atoomwapens en het lijkt erop dat Duitsland met behulp van Einstein en andere prominente geleerden een voorsprong heeft. De Confederatie weet echter Britse nuclaire kennis te verwerven in ruil voor de rakettechnologie van de CSA.
Generaal-majoor Morell zet zijn Mars naar de Zee voort, en bereikt uiteindelijk bij Savannah de oceaan. De Confederatie is in tweeën gesplitst. Inmiddels lanceren de generaals Dowling en McArthur een aanval op Richmond vanaf de Rapidan.
Generaal Nathan Bedford Forrest III probeert op amateuristische wijze een coup te plegen door Featherston te dwingen af te treden. Het plan wordt door Featherston zelf en zijn Freedom Guards verijdeld, en Forrest wordt afgevoerd naar gevangenschap en een zekere dood. Clarence Potter, zijdelings betrokken, ontspringt de dans. Vrij snel daarna moet Featherston Richmond verlaten, en wordt de hoofdstad van de CSA ondanks zware weerstand door de Unie ingenomen.
Dan zet Duitsland zijn eerste atoomwapen in tegen Petrograd. De wereld reageert verbijsterd en al snel vraagt de tsaar om een wapenstilstand. Dit bezegelt indirect ook het lot van Groot-Brittannië en Frankrijk. Duitse troepen rukken door België Frankrijk binnen.
De volgende atoomaanval komt van de kant van de Confederatie. Generaal Potter weet met een gecamoufleerde vrachtwagen en in USA-uniformen naar Philadelphia te rijden en laat er een plutoniumbom afgaan. Omdat de bom in de buitenwijken afgaat (de regeringswijk was te zwaar beveiligd), overleeft het staatsapparaat de aanslag. Desondanks is het effect verschrikkelijk. Ter vergelding detoneert de USA atoomwapens boven Newport News en Charleston. In Europa werpen de Duitsers een atoomwapen af boven Parijs waarna de Britten een atoombom tegen Hamburg inzetten. Dit wordt vergolden met atoombommen op Londen, Norwich en Brighton. Wanneer een tweede atoomaanval van de Britten verijdeld wordt, geven Groot-Brittannië en Frankrijk zich over. Het Churchill/Mosley kabinet valt en er komt een voorlopige regering.
Texas verklaart zich onafhankelijk en wordt prompt door de VS erkend. In ruil daarvoor leveren de Texanen Jefferson Pinkard uit, die direct wordt gearresteerd wegens misdaden tegen de menselijkheid. Pinkard is waarschijnlijk verantwoordelijk voor de moord op 1 miljoen zwarten. In totaal zijn naar schatting 7-10 miljoen zwarten systematisch vermoord, waaronder ook veel Haïtianen tijdens de bezetting van dit land door de CSA. Naast zwarten worden ook de politieke tegenstanders van de Freedom Party (voornamelijk voormalige Whigs) uit de werkkampen bevrijd.
Featherston, Potter, Koenig, Goldman en nog wat andere kopstukken zitten inmiddels vast in een krimpend gebied in Noord-Carolina. Ze proberen per vliegtuig te ontsnappen maar dit moet een noodlanding maken nadat het door luchtafweer van de USA is neergehaald. Featherston wordt uiteindelijk door de zwarte guerrilla Cassius (wiens ouders en zus in Camp Determination zijn omgekomen) doodgeschoten en zijn groep gevangengenomen. Hoewel Featherston duidelijk op Hitler gebaseerd is, lijkt zijn einde meer op dat van Mussolini (en vooral ironischerwijs op dat van Qadhafi nadien in 2011). Nu Featherston dood is ebt overal de vechtlust weg. Patton geeft zich te Birmingham, Alabama met zijn Army of Kentucky over. Niet snel daarna tekent vicepresident, nu president, Don Partidge, de onvoorwaardelijke overgave van de Confederatie aan de Verenigde Staten.
De Confederatie wordt nu militair bezet, en Morrell wordt benoemd tot militair bestuurder van de oostelijke bezettingszone. Gelijkheid tussen blank en zwart wordt met hande hand afgedwongen, en aanslagen op bezettingstroepen of zwarten worden bestraft met het oppakken en neerschieten van gijzelaars. De Freedom Party is echter ondergronds nog steeds als destabiliserende factor aanwezig. Het is bovendien nog onduidelijk wat er met de Confederatie moet gebeuren. Veel politici wensen op langere termijn volledige annexatie, omdat de Zuidelijke staten immers ooit al deel van de Verenigde Staten waren en een onafhankelijke Confederatie te gevaarlijk wordt geacht. Bij annexatie zullen echter tegenstanders van de Unie in de volksvertegenwoordigingen worden gekozen. Daarom blijft de voormalige CSA voor onbepaalde tijd bezet, tot groot ongenoegen van de militairen die erop rekenden naar huis te mogen na het einde van de oorlog. Cassius, de moordenaar van Featherston, krijgt de Amerikaanse nationaliteit en een onderscheiding, en geldt als held van zowel de Unie als de zwarten in de Confederatie.
Overal vinden processen plaats tegen iedereen die oorlogsmisdaden of misdaden tegen de menselijkheid heeft begaan. Jefferson Pinkard en verschillende andere kamphoofden en bewakers worden tot de dood door de strop veroordeeld. Ook Koenig en Goldman ontsnappen niet aan de strop. Potter wordt eveneens gedaagd wegens de atoomaanval op Philadelphia waarbij ze in strijd met het oorlogsrecht gebruik maakten van valse uniformen. Potter wordt uiteindelijk vrijgesproken omdat de VS troepen ook gebruik maakten van valse uniformen. Hij keert terug naar een onopvallend burgerbestaan in Richmond, waar hij zich wijdt aan het schrijven van zijn memoires. Professor FitzBelmont wordt gevangengezet en gedwongen alle informatie over kernwapens aan de VS prijs te geven. Er wordt zelfs overwogen hem preventief te doden, omdat zijn kennis te gevaarlijk is.
In de bezette CSA kunnen de blanken nog steeds gelijke rechten van zwarten niet accepteren, laat staan een (sinds de bezetting legaal) huwelijk tussen een blanke en een zwarte. Wanneer het nieuws van de vernietigingskampen door de bezetters wereldkundig wordt gemaakt is de reactie overal hetzelfde: 'we wisten het niet'. De Unie reageert hierop met het argument dat ze zelf hadden gezien dat de zwarten werden weggevoerd en het dus toch wisten of hadden kunnen weten. Anderzijds blijken sommige blanken ook zwarten te hebben beschermd uit nobele of egoïstische motieven. Zwarten zijn nog steeds bang voor de blanke Geconfedereerden, want ze beseffen dat zodra de militaire bezetting wordt teruggetrokken, deze blanken wraak zullen nemen. De bezetter staat zelfs, tot afschuw van sommigen, oogluikend toe dat voormalige Freedom Partyleden opnieuw bestuursfuncties bekleden.
De Verenigde Staten en Duitsland zijn de grote overwinnaars, maar zijn nu de tegenstanders verslagen zijn opnieuw rivalen geworden. Ook wordt al geanticipeerd op atoomoorlogen en proliferatie. Japan heeft aanspraken doen gelden op Russisch gebied en de VS en Duitsland proberen er nu alles aan te doen om te voorkomen dat ook Japan en Rusland kernwapens ontwikkelen en gebruiken. De CSA, Frankrijk, Groot-Brittannië en Rusland zijn verslagen, maar de wereld is nog beslist geen veilige plaats.

## Trivia
De naam van de moordenaar van Jake Featherston is enigszins symbolisch. De naam Cassius is hoogstwaarschijnlijk een verwijzing naar Gaius Cassius Longinus, die eveneens een tiran (Julius Caesar) doodde.